# Ian Clark (Beachvolleyballspieler)
Ian Clark (* 2. September 1970 in Cambridge, Massachusetts) ist ein ehemaliger US-amerikanischer Volleyball- und Beachvolleyballspieler.

## Karriere

### Karriere Halle
Der in einem Vorort von Boston geborene Sportler begann im Alter von achtzehn Jahren mit dem Volleyballspiel am Santa Barbara City College. 1989 und 1990 wurde er ins first-team all-conference berufen, 1990 kam die Auszeichnung als Santa Barbara Sportler des Jahres dazu. Ab 1992 blockte und schmetterte der Mittelblocker für die Pepperdine University. Gleich im ersten Jahr war er mitverantwortlich für die NCAA-Meisterschaft der Waves. 1994 endete die Hochschulkarriere Clarks. Später war er noch in Indonesien aktiv.

### Karriere Beach
Nach dem Studium stand der in Boulder aufgewachsene Athlet in den ersten zwei Jahren bei der AVP Tour hauptsächlich mit dem späteren Olympiasieger Dain Blanton auf der gleichen Seite des Netzes. Beste Ergebnisse waren Top Sechs Platzierungen in San Diego und Chicago. 1996 kamen fünf weitere geteilte fünfte Plätze mit vier verschiedenen Partnern dazu. In der gleichen Saison trat Clark zum ersten Mal bei der FIVB World Tour an. Mit Canyon Ceman wurde er in Carolina Beach ebenfalls Fünfter und in Fortaleza Neunter. Mit ihm erreichte er ein Jahr später bei der amerikanischen Tour zum ersten Mal das Halbfinale. Mit Troy Tanner gelang ihm das ein zweites Mal in Minneapolis. Das Duo Tanner / Clark stand auch bei der ersten offiziellen Weltmeisterschaft in Los Angeles auf dem Spielfeld und schied im Viertelfinale aus.
Von 1998 bis 2000 war Bill Boullianne Clarks fester Partner. Auf der FIVB World Tour 1998 wurden die US-Amerikaner Dritte in Marseille, Vierte in Ostende und wiederum Dritte auf Teneriffa. 1999 gelang ihnen der Turniersieg im mexikanischen Acapulco. Auch an der Weltmeisterschaft in Marseille nahmen sie teil, wurden dort allerdings gemeinsam mit sieben anderen Duos nur Siebzehnte. Bei einem USA Challenge-Turnier im April 2000 in Deerfield Beach erreichten sie den zweiten Platz. Ein Jahr später stand Clark zum letzten Mal in einem Finale. Bei den AVP Open in Virginia Beach gemeinsam mit Adam Jewell ließ er ehemalige Partner wie Anjinho Bacil, David Swatik und Canyon Ceman hinter sich. Anschließend kamen zwei Platzierungen unter den Top Acht mit Jewell hinzu. Dieses Ergebnis erreichte Clark noch ein einziges Mal im Jahr 2003 mit Chip McCaw. Mit Dan Ortega stand er 2006 und 2007 noch insgesamt dreimal auf dem Feld im Sand, scheiterte jedoch jedes Mal in der Qualifikation und beendete danach seine Karriere.

## Auszeichnungen
- 1990: City of Santa Barbara Athlete of the Year
- 1995: AVP Rookie of the Year

## Persönliches
Ian Clar war Kinderdarsteller  in einer Episode von CHiPs. Sein Studium beendete er mit dem Abschluss in Betriebswirtschaftslehre.